# Bedonia
Bedonia är en ort och kommun i provinsen Parma i regionen Emilia-Romagna i Italien. Kommunen hade 3 320 invånare (2018).